# شیرآباد (افغانستان)
شیرآباد یک منطقهٔ مسکونی در افغانستان است که در ولایت بلخ واقع شده‌است.